# Kingsford Heights
Kingsford Heights és una població dels Estats Units a l'estat d'Indiana. Segons el cens del 2000 tenia 1.453 habitants.

## Demografia
Segons el cens del 2000, Kingsford Heights tenia 1.453 habitants, 495 habitatges, i 388 famílies. La densitat de població era de 596,8 habitants/km².
Dels 495 habitatges en un 42% hi vivien nens de menys de 18 anys, en un 53,9% hi vivien parelles casades, en un 18,8% dones solteres, i en un 21,6% no eren unitats familiars. En el 18% dels habitatges hi vivien persones soles el 7,9% de les quals corresponia a persones de 65 anys o més que vivien soles. El nombre mitjà de persones vivint en cada habitatge era de 2,94 i el nombre mitjà de persones que vivien en cada família era de 3,3.
Per edats la població es repartia de la següent manera: un 32,8% tenia menys de 18 anys, un 8,1% entre 18 i 24, un 31% entre 25 i 44, un 19,3% de 45 a 60 i un 8,8% 65 anys o més.
L'edat mediana era de 30 anys. Per cada 100 dones de 18 o més anys hi havia 87,7 homes.
La renda mediana per habitatge era de 32.169$ i la renda mediana per família de 34.000$. Els homes tenien una renda mediana de 31.065$ mentre que les dones 21.477$. La renda per capita de la població era de 13.961$. Entorn de l'11,4% de les famílies i el 13,4% de la població estaven per davall del llindar de pobresa.

## Poblacions més properes
El següent diagrama mostra les poblacions més properes.